# Джордан, Пирсон
Пирсон Дж. Джордан (англ. Pearson G. Jordan; 23 октября 1950, Спайтстаун, Сент-Питер — 28 марта 2020, Даллас) — барбадосский легкоатлет, выступавший в беге на короткие и средние дистанции. Участник летних Олимпийских игр 1976 года.

## Биография
Пирсон Джордан родился 23 октября 1950 года в городе Спайтстаун в Британской Вест-Индии (сейчас на Барбадосе).
В 1976 году вошёл в состав сборной Барбадоса на летних Олимпийских играх в Монреале. В беге на 100 метров в 1/8 финала занял предпоследнее, 6-е место, показав результат 10,95 секунды и уступив 0,25 секунды попавшему в четвертьфинал с 3-го места Юрию Силову из СССР. В эстафете 4х100 метров сборная Барбадоса, за которую также выступали Роул Кларк, Хэмил Граймс и Пирсон Тротман, заняла последнее, 6-е место в четвертьфинале, показав результат 41,15 и уступив 0,68 секунды попавшей в полуфинал с 5-го места команде Багамских Островов. Также был заявлен в эстафете 4х400 метров, но не вышел на старт.
Впоследствии выступал в США за команду Луизианского университета, в составе которой в 1979 году стал чемпионом Национальной ассоциации студенческого спорта в эстафете 4х100 метров.
Умер 28 марта 2020 года в США от COVID-19. Джордан стал первым олимпийцем, о чьей смерти от этой болезни стало известно во время пандемии.

## Личный рекорд
- Бег на 100 метров — 10,3 (1973)[5]